# Challengers de Paris
I Challengers de Paris sono stati una squadra di football americano di Parigi, in Francia.

## Storia
La squadra è stata fondata nel 1982 e ha chiuso nel 1989. Ha vinto 1 volta il Casco d'Argento (all'epoca torneo di seconda divisione) e una Coppa di Francia. Ha giocato la finale nazionale nel 1985.
Nel 1990 sono confluiti negli Spartacus de Paris, che a loro volta hanno contribuito a formare il Team Paris nel 1993.

## Palmarès
- 1 Casco d'Argento (secondo livello) (1983)
- 1 Coppa di Francia (1985)